# سارة روبسون
سارة روبسون (بالإنجليزية: Sarah McFadden)‏ هي لاعبة كرة قدم بريطانية، ولدت في 23 مايو 1987 في مهرفلت ‏ في المملكة المتحدة. شاركت مع منتخب أيرلندا الشمالية لكرة القدم للسيدات. أما مع النوادي، فقد لعبت مع فيمليكافيلاغ هافنارفيارذار ونادي فيلكير.

## وصلات خارجية
- سارة روبسون على موقع الاتحاد الدولي (مؤرشف)  (الإنجليزية)
- سارة روبسون على موقع الاتحاد الأوربي (الإنجليزية)
- سارة روبسون على موقع قاعدة بيانات كرة القدم.إي يو (الإنجليزية)
- سارة روبسون على موقع Soccerway.com (الإنجليزية)
- سارة روبسون على موقع عالم كرة القدم.نت (الإنجليزية)